# Maher al-Assad
Maher Al-Assad, in arabo:الهارب ماهر الأسد , (Damasco, 8 dicembre 1967), è un ex ufficiale siriano che ha prestato servizio come comandante della 4ª Divisione corazzata d'élite dell'esercito siriano, che, insieme all'intelligence militare siriana, ha costituito il nucleo delle forze di sicurezza del paese fino al crollo del regime di al-Assad nel 2024.  Quartogenito di Hafiz al-Assad, è fratello minore dell'ex presidente siriano Bashar al-Assad, ed è stato anche membro del Comitato centrale del partito siriano Ba'ath.
All'inizio della rivoluzione siriana, Maher era considerato da alcuni il secondo uomo più potente della Siria dopo suo fratello Bashar, il presidente. Maher è considerato un sostenitore della linea dura del regime, che ha favorito, secondo quanto riferito, la repressione contro il movimento della Primavera di Damasco ed è stato implicato nei rapporti delle Nazioni Unite sull'orchestrazione dell'uccisione del primo ministro libanese Rafic Hariri.
Maher al-Assad ha supervisionato le operazioni delle squadre Shabiha, paramilitari alawiti pro-Assad noti per gli attacchi settari contro i civili sunniti. In qualità di comandante della Quarta Divisione Corazzata, Maher è direttamente coinvolto nelle operazioni di produzione, traffico ed esportazione dell'impero multimiliardario della droga siriano, che contrabbanda principalmente una droga illegale nota come Captagon.
All'indomani delle offensive dell'opposizione siriana del 2024, che hanno portato alla caduta del regime di Assad e all'esilio di suo fratello Bashar, Reuters ha riferito che Maher era fuggito in Russia attraverso l'Iraq.

## Biografia
Maher al-Assad è nato l'8 dicembre 1967, il figlio più giovane di Anisa Makhlouf e Hafez al-Assad. Aveva solo due anni quando suo padre divenne presidente della Siria. Come gli altri figli della famiglia al-Assad, è stato cresciuto lontano dai riflettori pubblici e addestrato in Siria.
Maher ha frequentato la Academy of Freedom School per la sua istruzione secondaria e poi ha studiato economia aziendale all'Università di Damasco. Dopo l'università, ha intrapreso una carriera nell'esercito come suo fratello maggiore Bassel.
Quando Bassel morì in un incidente d'auto nel 1994, Maher fu menzionato come possibile successore di Hafez, ma alla fine Bashar succedette a suo padre anche se gli mancavano sia l'esperienza militare che l'ambizione politica. Si è ipotizzato che la reputazione irascibile di Maher abbia influenzato la decisione di suo padre a favore di Bashar.

## Vita privata
La famiglia Al-Assad è affiliata alla setta musulmana alawita sincretica che si è scissa dal primo sciismo. Maher è sposato con Manal al-Jadaan, una donna sunnita con la quale ha due figlie e un figlio. Il suo matrimonio con una donna sunnita, come suo fratello Bashar, rafforzò i suoi legami d'affari con l'élite sunnita.
Secondo il GlobalPost, Maher è considerato da chi lo conosce troppo irascibile per essere un sovrano efficace. Inoltre, il GlobalPost ha scritto che Maher ha indotto sua cognata, Majd al-Jadaan, a lasciare la Siria nell'agosto 2008 a causa di continui disaccordi.